# 러시아의 과학자 목록

## 다분야에서 활동한 과학자

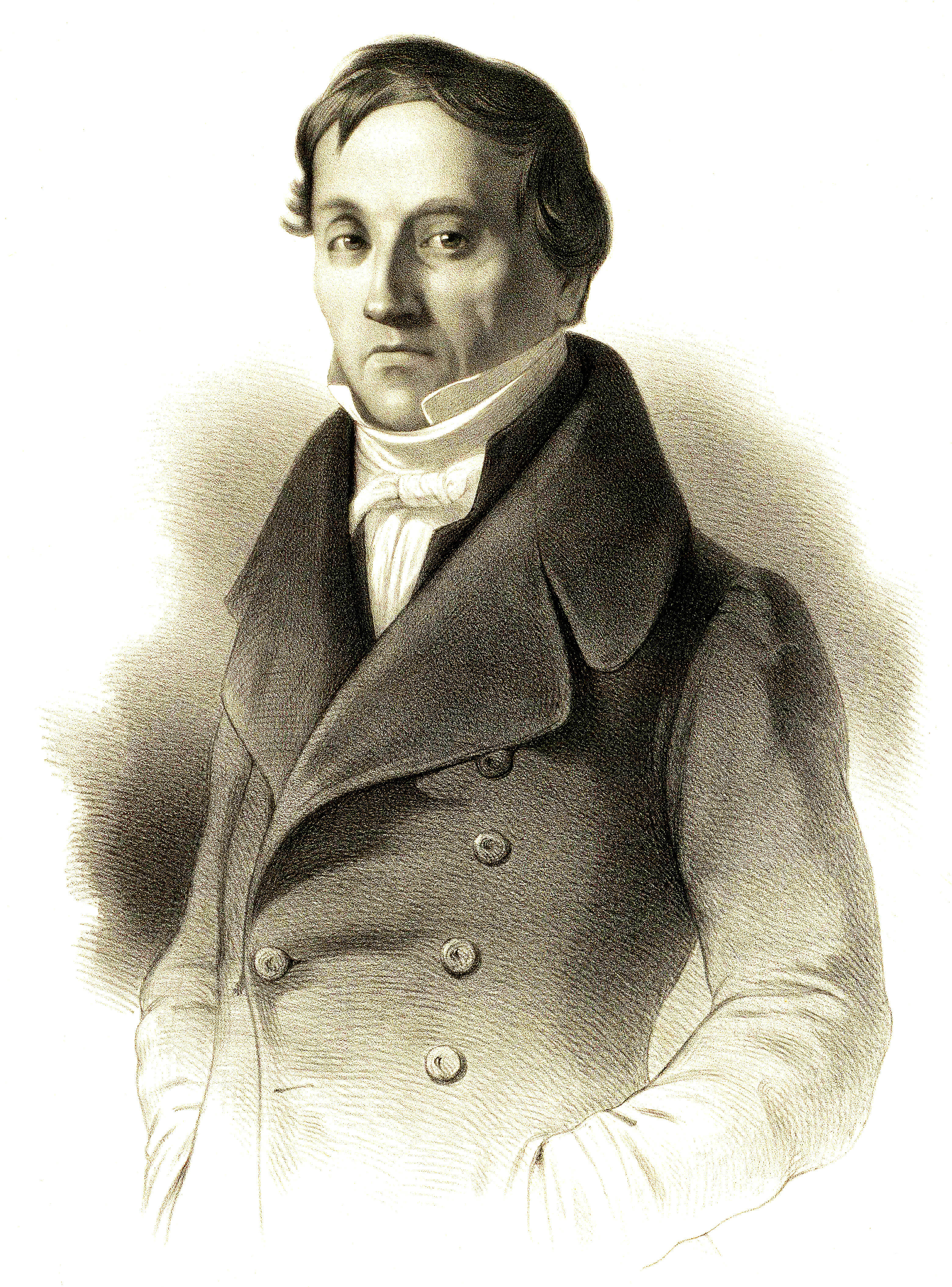
카를 에른스트 폰 베어

- 카를 에른스트 폰 베어, 자연주의자. 강의 침식에 대한 베어의 법칙을 공식화함. 발생학에서의 베어의 법칙. Russian Entomological Society 의 설립자. Russian Geographical Society의 공동 설립자
- 알렉산드르 보로딘, 화학자. 작곡가. 오페라 이고리 왕자의 작가. Borodin reaction을 발견함. Aldol reaction을 공동 발견함.
- 미하일 로모노소프, 다분야에서 활동한 과학자, 예술가, 발명가; 설립자 국립 모스크바 대학교의 설립자; 질량 보존의 법칙을 제안함; 플로지스톤설을 반증함; coaxial rotor와 최초의 헬리콥터를 발명함; 나이트 비전과 반사 망원경을 발명함; 금성의 대기를 발견함; 흙, 이탄, 석탄, 석유, 호박의 유기적 기원을 추측함; 대기전기학에 대한 선구적 연구; 물리화학이라는 용어를 만듬; 수은의 결빙을 최초로 기록함; 러시아 도자기를 공동 개발함, 화감청(smalt)를 재발견함, 수많은 모자이크를 만들고 표트르 1세에게 헌정함; 러시아의 역사에 대한 저술을 함, 루스인의 존재에 대한 최초의 반대론자; 초기 문법에서 고대 교회 슬라브어와 토착어를 결합하여 러시아 문학 언어를 개혁; 그의 송가를 통해 러시아의 시문학에 영향을 끼침
- 알렉산더 폰 미덴도르프, 동물학자, 탐험가, Putorana Plateau를 발견함, 영구동토 과학의 창시자, 영구동토의 생물에의 영향을 연구함, 부채이끼속이라는 용어를 창시함, 유명한 마학자(hippologist)이자 말 사육사
- 바실리 타시셰프, 정치가, 경제학자, 지리학자, 민속학자, 언어학자 및 역사학자, 우랄산맥과 시베리아를 식민화함, 페름과 예카테린부르크의 설립자, Russkaya Pravda, Sudebnik(1550), Ioachim Chronicle을 출판함, 러시아 역사를 저술함, 최초의 러시아어 백과사전을 편찬함

## 지구 과학
- 알렉산드르 페르스만, 지구화학의 창시자, 구리 몬체고르스크에서 구리를 발견함, Khibiny 산에서 인회석을 발견함, 중앙아시아에서 황을 발견함
- 블라디미르 쾨펜, 기상학, 쾨펜의 기후 구분의 저자
- 안드레이 티호노프, 수학자, 지질학에서의 자기지전류탐사의 발명가

## 생물학자와 고생물학자
- 일리야 이바노프, 인공수정, 동물의 잡종화의 연구자, 인간-원숭이 잡종을 만드려는 시도를 함.
- 트로핌 리센코, 농업경제학자, 춘화처리(yarovization)의 개발자, 리센코주의
- 엘리 메치니코프, 면역계, 프로바이오틱, 식작용에 대해 선구적으로 연구함, 노인학을 창시함, 노벨 생리학·의학상 수상자
- 이반 블라디미로비치 미추린, 과수 재배학자, 자연선택설 지지자, 유전학자, 지리적으로 멀리 떨어진 식물간의 잡종 교배를 함, 수많은 과실 품종을 새로 만들어 냄
- 알렉산드르 오파린, 생물학자, 생화학자, 원시 수프(primordial soup) 이론을 제안함, 많은 식품 생산 기법이 생체 촉매반응에 기반하고 있음을 보임.
- 이반 파블로프, 현대 생리학의 창시자, 고전적 조건형성에 대해 최초로 연구함, 노벨 생리학·의학상 수상자
- 니콜라이 프르제발스키, 탐험가, 자연주의자, 중앙 아시아의 방대한 동물상과 식물상에 대해 알아냄, 프르제발스키말을 발견함.

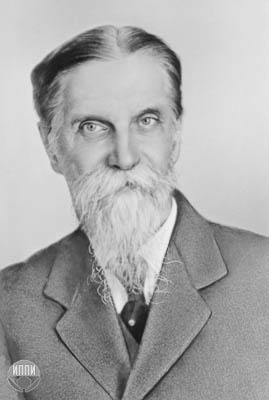
클리멘트 티미랴제프

- 게오르크 빌헬름 슈텔러, 자연주의자, 비투스 베링의 탐험에 참여함, 스텔러 어치(Steller's jay), 쇠솜털오리, 멸종된 스텔러바다소와 다양한 동물들을 발견함.

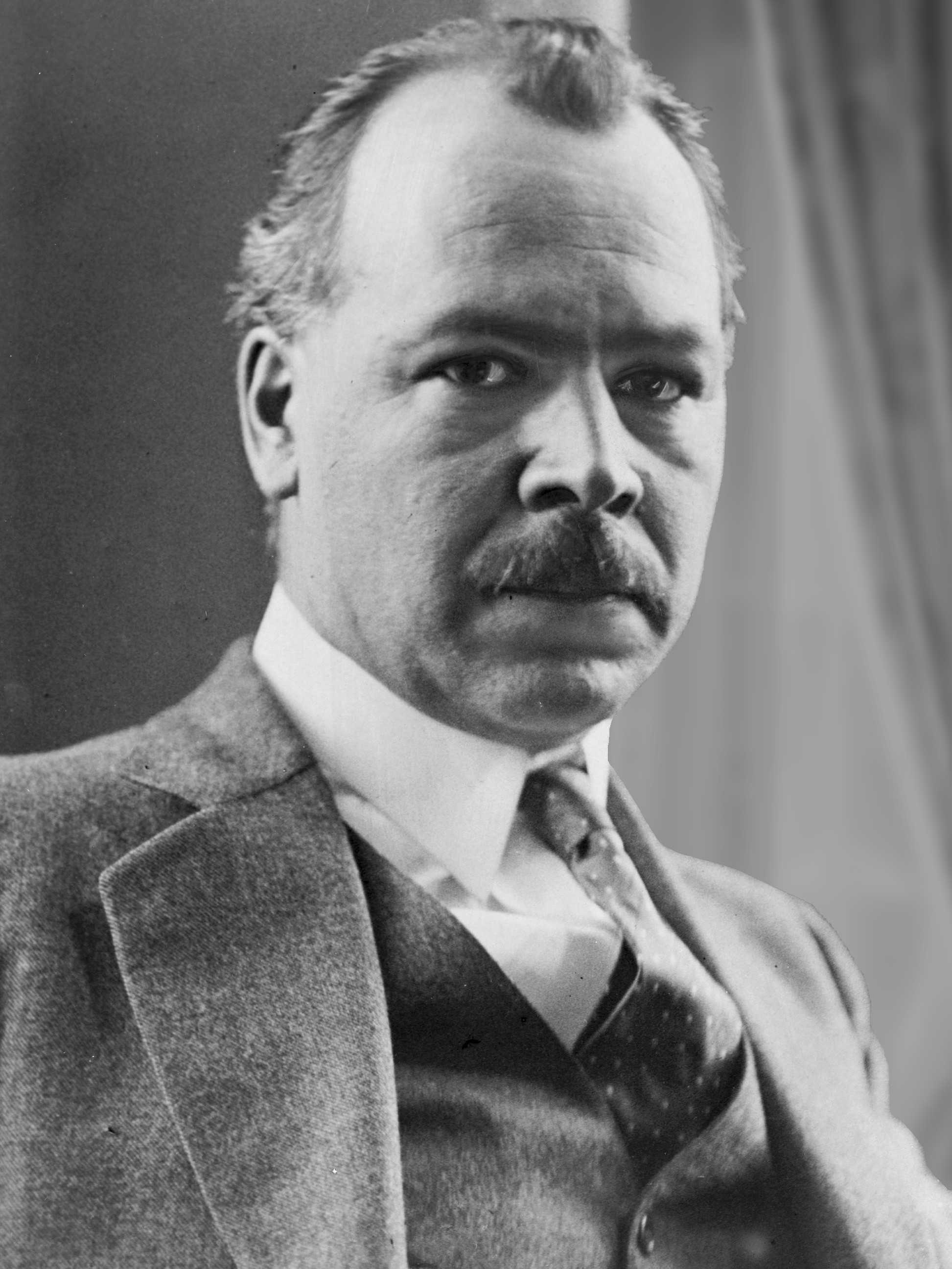
니콜라이 바빌로프

- 클리멘트 티미랴제프, 식물 생리학자이자 진화론자, 엽록소의 중요한 연구자
- 미하일 츠베트, 크로마토그래피의 발명가
- 니콜라이 바빌로프, 식물학자, 유전학자, 전세계의 식물의 씨를 수집함, 경작되는 식물들의 발상 중심(vavilov center)을 규명함.

## 의사와 심리학자
- 블라디미르 데미호프, 장기 이식의 선구자
- 베라 게드로이츠, 세계 최초의 여성 외과 교수
- 가브릴 일리자로프, 일리자로프 수술을 발명함, 사지연장술을 개발함
- 레프 비고츠키, 문화역사 심리학의 창시자, 아동 발달과 심리언어학에 큰 기여를 함, 근접 발달 영역 등의 개념을 도입함
- 자이가닉, 정신과 의사, 미완성 효과를 발견함, 실험적 정신병리학(experimental psychopathology)을 창시함

## 경제학자와 사회학자

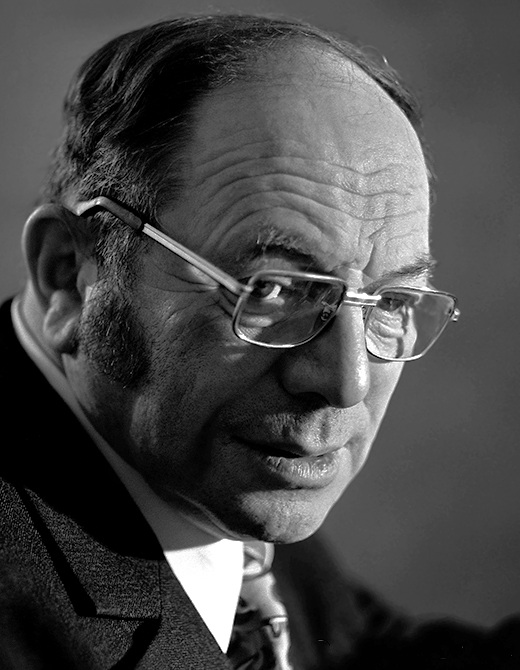
레오니트 칸토로비치

- 레오니트 칸토로비치, 수학자, 경제학자, 선형 계획법을 연구함, 자원의 수학적 최적화 이론을 연구함, 노벨 경제학상 수상자
- 사이먼 쿠즈네츠, 쿠즈네츠 파동을 발견하고, 쿠즈네츠 커브를 창시함, 절대소득가설을 반증함, 노벨 경제학상 수상자피티림 소로킨

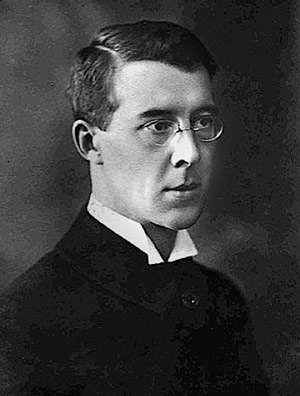
피티림 소로킨

- 블라디미르 레닌, 10월 혁명의 리더이자 소비에트 연방의 창립자, 계획 경제와 레닌주의를 도입함
- 바실리 레온티예프, 산업연관분석 이론과 레온티예프 역설을 개발함, 노벨 경제학상 수상자
- 피티림 소로킨, 사회학자, social cycle theory의 연구자
- 예브게니 슬루츠키, 통계학자, 경제학자, 슬루츠키 방정식을 개발함

## 역사학자와 고고학자
- 바실리 바르톨드, 터키학 학자, "투르키스탄의 에드워드 기번", 사마르칸트의 고고학자
- 니콜라이 다닐렙스키, 민족학자, 철학자, 역사가, 유라시아주의의 창시자, 최초로 역사를, 개별적인 문명의 연속으로 설명함
- 게오르크 오스트로고르스키, 탁월한 20세기 비잔틴 문화 연구가

## 언어학자와 민족학자

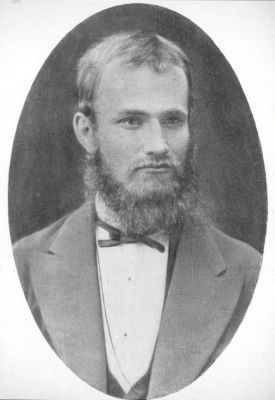
얀 니에치스와프 보두앵 드 쿠르트네이

- 얀 니에치스와프 보두앵 드 쿠르트네이, 낱소리와 alternation의 체계적인 처리에 대한 개념을 공동으로 연구함, 공시적 분석(synchronic analysis)과 전산언어학의 선구자
- 유리 로트만, 유명한 문학 연구가, 기호학자
- 니콜라스 포페, 유명한 알타이어족 연구자
- 블라디미르 프로프, 형식주의 문학 연구가, 민속과 신화학을 연구함
- 세르게이 스타로스틴, 유명한 알타이어족 이론 지지자, 데네캅카스어족을 제안함, 수많은 유라시아의 초기 언어를 재구성함
- 니콜라이 트루베츠코이, 음운론의 주요 개발자, 형태음운론의 창시자, 낱소리를 정의함, 구조적 언어학의 프라하 학파를 창시함
- 루도비코 라자로 자멘호프, 가장 널리 쓰이는 인공 국제어인 에스페란토 언어의 발명가

## 수학자

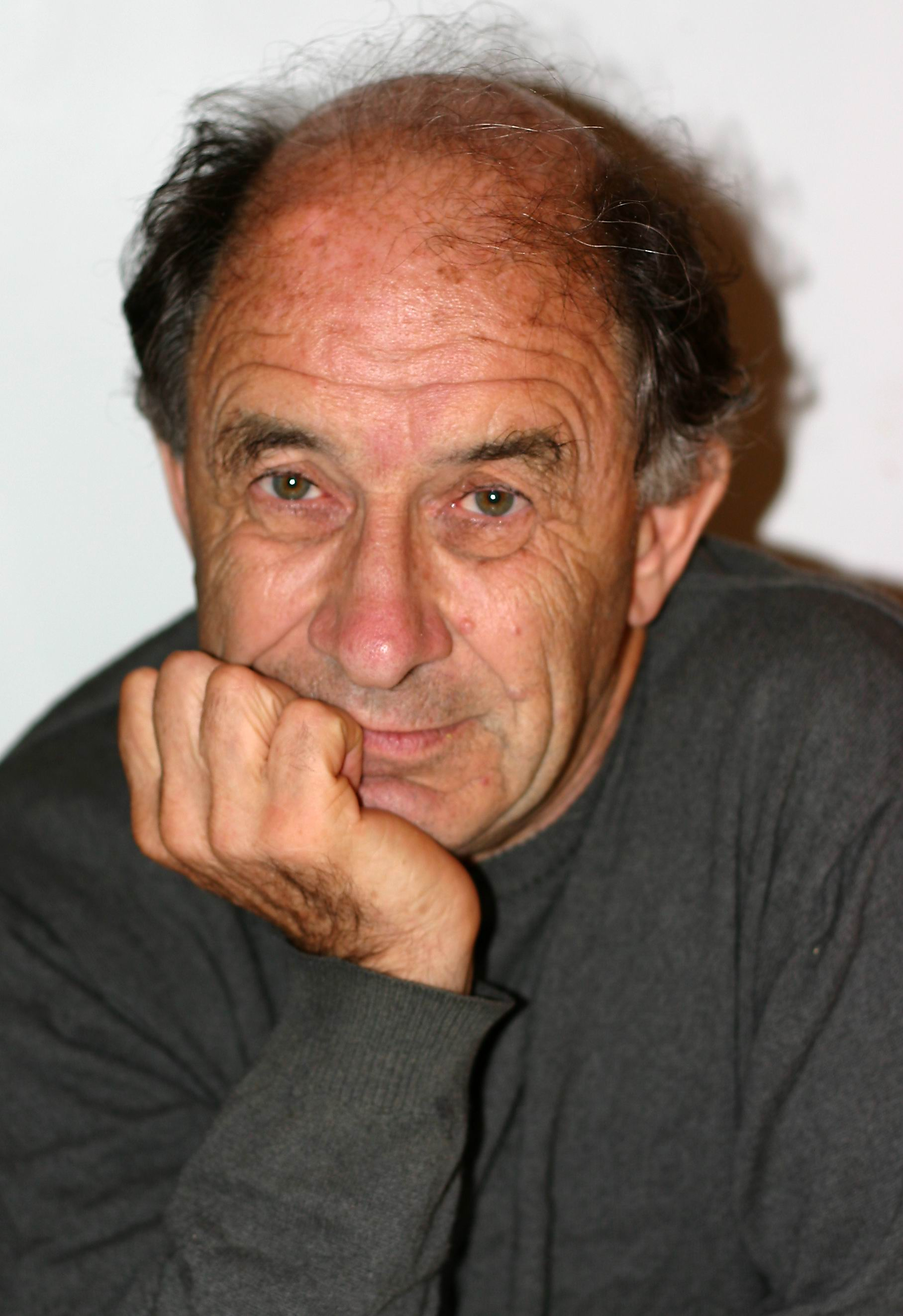
블라디미르 아르놀트

- 알렉산드르 알렉산드로프, CAT(κ) 공간, 기하학에서의 알렉산드로프 유일성 정리를 발전시킴
- 파벨 세르게예비치 알렉산드로프, 알렉산드로프 콤팩트화, 알렉산드로프 위상기하학의 저자
- 블라디미르 아르놀트, 동역학계의 Kolmogorov–Arnold–Moser 정리의 저자, 힐베르트의 13번째 문제를 해결, ADE 분류와 아르놀트의 루블 문제를 제시함
- 세르게이 베른시테인, 베른시테인 다항식, 단조함수에 대한 베른시테인의 정리, 확률론에서의 베른시테인의 부등식을 발전시킴
- 니콜라이 보골류보프, 수학자, 이론 물리학자, edge-of-the-wedge 정리, Krylov–Bogolyubov 정리, 기술(describing) 함수, 양자역학에 대한 다수의 중요한 기여

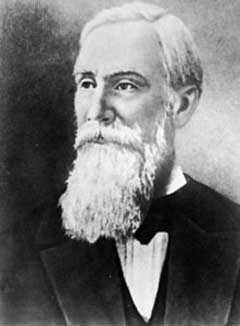
파프누티 체비쇼프

- 파프누티 체비쇼프, 유명한 강사, 러시아 수학의 아버지, 확률, 통계학, 정수론에 기여함, 체비쇼프 부등식, 체비쇼프 거리, 체비쇼프 함수, 체비쇼프 방정식
- 보리스 델로네, 델로네 삼각분할의 발명가, 수학분야의 소비에트 학생 올림피아드를 최초로 조직함
- 블라디미르 드린펠트, 수학자, 이론 물리학자, 양자군, ADHM 작도를 도입함, 필즈상 수상자
- 예브게니 딘킨, 딘킨 다이어그램, Doob–Dynkin 보조정리, 딘킨계를 발전시킴
- 레온하르트 오일러, 탁월한 18세기 수학자, 해석학, 그래프 이론, 정수론에서 중요한 발견을 이룸, 수많은 현대적인 수학 용어를 도입함(함수, E, 구점원, 오일러 다이어그램)

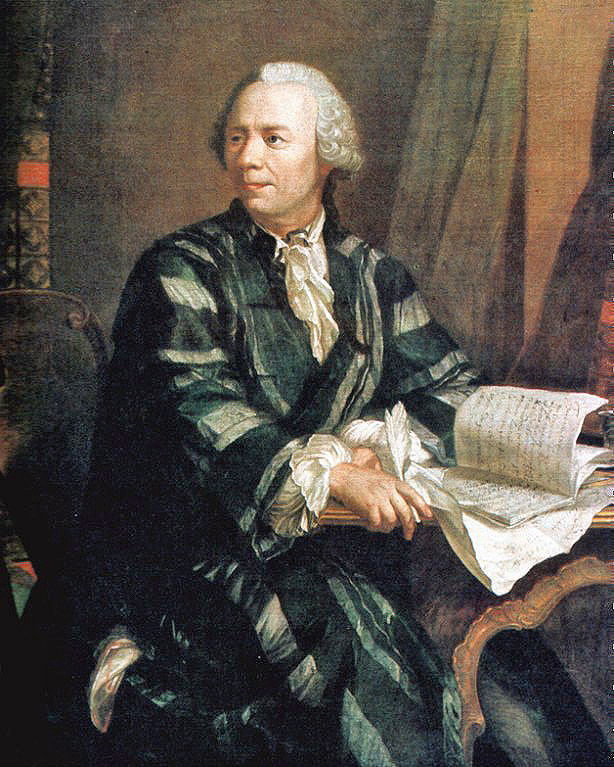
레온하르트 오일러

- 이즈라일 겔판트, 군론, 표현론, 선형대수학 등의 수학의 다양한 분야에서 중요한 기여를 함. 겔판트 표현, 겔판트 쌍, 겔판트 세쌍(triple), 적분 기하의 저자
- 알렉산드르 겔폰트, 겔폰트-슈나이더 정리의 저자, Gelfond–Schneider 상수, 겔폰트 상수를 비롯하여 무한히 많은 수의 초월수를 얻는 방법을 찾음, 울프 수학상 수상자
- 미하일 레오니도비치 그로모프, 기하군론을 발전시킴, 호모토피 원칙의 발명가, 그로모프의 콤팩트성 정리, 그로모프 노름(Gromov norm), 그로모프 곱(Gromov product), 울프 수학상 수상자
- 레오니트 칸토로비치, 수학자, 경제학자, 선형 계획법을 연구함, 칸토로비치 부등식, 칸토로비치 거리(kantorovich metric)를 도입함, 자원의 수학적 최적화 이론을 연구함, 노벨 경제학상 수상자
- 안드레이 콜모고로프, 탁월한 20세기 수학자, 울프 수학상 수상자; 확률 공리(probability axioms), Chapman–Kolmogorov 방정식, 콜모고로프 확장 정리; 콜모고로프 복잡도
- 막심 콘체비치, 콘체비치 적분, 콘체비치 양자화 공식을 연구함, 필즈상 수상자
- 소피야 코발렙스카야, 북유럽 및 러시아의 최초의 여성 교수, 최초의 여성 수학 교수, Kovalevskaya top을 발견함
- 마르크 크레인, Tannaka–Krein 이중성, Krein–Milman 정리, 크레인 공간을 연구함, 울프 수학상 수상자
- 블라디미르 레벤시테인, 레벤시테인 자동화, 레벤시테인 코딩, 레벤시테인 거리를 연구함
- 레오니드 레빈, IT 과학자, 쿡-레빈 정리를 연구함
- 니콜라이 로바쳅스키, 기하학의 니콜라우스 코페르니쿠스, 비유클리드 기하학을 창시함 (쌍곡 기하학)
- 니콜라이 루진, 루진의 정리, 폴란드 공간, 루진 집합을 연구함
- 알렉산드르 랴푸노프, 랴푸노프 안정성, 중심극한정리, 랴푸노프 방정식, 랴푸노프 프랙탈, 랴푸노프 시간을 연구함
- 아나톨리 말체프, 다양한 대수군에서의 결정성(devidability), 말체프 대수학을 연구함

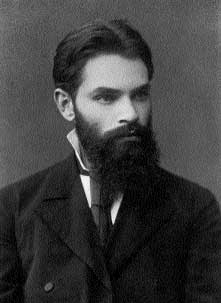
알렉산드르 랴푸노프

- 유리 마닌, 대수기하학에서의 Gauss–Manin 연결의 저자, 디오판토스 기하학에서의 Manin-Mumford 추측, 마닌 obstruction
- 그리고리 마르굴리스, 리 군에서의 격자(lattice)에 대해서 연구함, 울프 수학상, 필즈상 수상자
- 안드레이 마르코프, 마르코프 연쇄를 도입함, Markov brothers 부등식을 증명함, 은닉 마르코프 모델, 마르코프 수, 마르코프 속성, 마르코프 부등식, 마르코프 연쇄, 마르코프 네트워크, 마르코프 알고리즘
- 유리 마티야세비치, 집합론에서의 마티야세비치의 정리를 연구함, 힐베르트의 열번째 문제에 부정적인 해답을 제시함

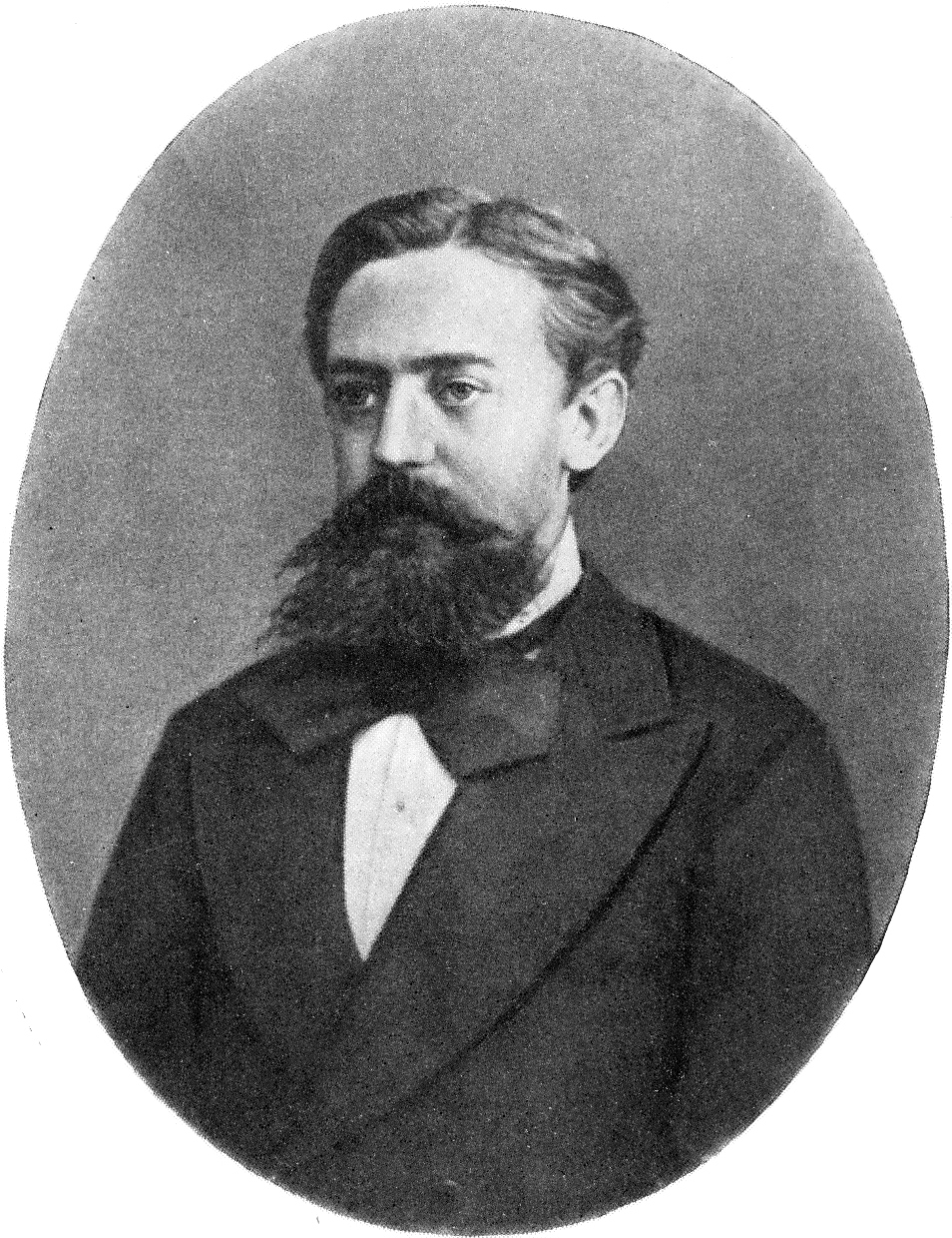
안드레이 마르코프

- 마르크 아로노비치 나이마르크, 겔판트-나이마르크 정리, 나이마르크 문제를 연구함
- 표트르 세르게예비치 노비코프, word problem for groups과 번사이드 문제(burnside's problem)을 해결함
- 세르게이 노비코프, 대수적 위상수학, 솔리톤을 연구함, Adams–Novikov spectral sequence, 노비코프 추측을 발전시킴, 울프 수학상, 필즈상 수상자
- 안드레이 오쿤코프, 대칭군, Hilbert scheme 연구자, 필즈상 수상자
- 그리고리 페렐만, 리만 기하학과 위상수학에 중요한 기여를 함, 기하화 추측과 푸앵카레 추측을 증명함, 필즈상 수상자, 클레이 수학연구소에서 그에게 밀레니엄 문제 중 하나인 푸엥카레 추측을 해결한 공로로 상금을 수여하기로 하였으나, 본인이 거부함.

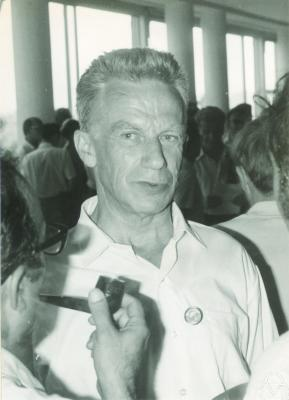
세르게이 소볼레프

- 레프 폰트랴긴, 맹인 수학자, 위상기하학에서의 폰트랴긴 쌍대성, 폰트랴긴 특성류와 optimal control 이론에서 폰트랴긴 최소 원칙을 발전시킴
- 야코프 시나이, 콜모고로프-시나이 엔트로피와 시나이 billiard를 발전시킴, 울프 수학상, 아벨상 수상자
- 스타니슬라프 스미르노프, triangular lattice의 유명한 연구자, 필즈상 수상자
- 세르게이 소볼레프, 소볼레프 공간과 분포 개념을 도입함, 최초의 3진법 컴퓨터 세툰의 공동 개발자
- 안드레이 티호노프, 티호노프 공간과 티호노프 정리와 잘못 설정된 문제(ill-posed)에서의 티호노프 정칙화(regularization)을 연구함, 지질학에서의 자기지전류탐사의 발명가
- 파벨 사무일로비치 우리손, 위상수학에서 거리화 가능 공간, 우리손의 보조정리, Fréchet–Urysohn space 개념을 발전시킴
- 이반 비노그라도프, 해석적 수론에서 비노그라도프 정리와 Pólya–Vinogradov 부등식을 발전시킴
- 블라디미르 보예보츠키, 호모토피, 현대적인 모티브 코호몰로지를 도입합, 필즈상 수상자
- 게오르기 보로노이, 보로노이 다이어그램을 도입함
- 드미트리 예고로프, 해석학에서 예고로프 정리의 저자
- 예핌 젤마노프, restricted Burnside 문제를 해결함, 필즈상 수상자

## 천문학자와 우주학자
- 알렉산드르 프리드만, 수학자, 우주학자, 일반 상대성이론의 해인 프리드만 방정식을 발견하였고 이를 통해 우주의 거리 팽창을 설명함, 우주의 프리드만-르메트르-로버트슨-워커 계량을 연구함
- 조지 가모프, 이론 물리학자, 우주학자, 터널 효과와 항성 핵합성의 가모프 인자를 발견함, 대폭발 핵합성 이론을 도입함, 우주 마이크로파 배경을 예측함
- 안드레이 린데, 우주의 급팽창 이론을 제창함

## 물리학자

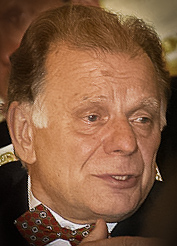
조레스 알표로프

- 알렉세이 아브리코소프, 자기 선속이 초전도체를 관통하는 원리를 밝혀냄(아브리코소브 소용돌이), 노벨상 수상자
- 조레스 알표로프, 현대적인 접합 트랜지스터의 발명가, 노벨상 수상자
- 니콜라이 바소프, 물리학자, 레이저와 메이저(maser)의 공동 발명가, 노벨상 수상자
- 니콜라이 보골류보프, 수학자, 이론 물리학자, BBGKY hierarchy를 공동으로 발전시킴, formulated a microscopic theory of 초전도 현상의 미시적 이론을 공식화함, 트리플렛 쿼크 모델을 제안함, 색전하라는 새로운 자유도 양자수(quantum)를 도입함
- 파벨 알렉세예비치 체렌코프, 체렌코프 효과를 발견함, 노벨상 수상자
- 류드비크 파데예프, 양자역학에서 Faddeev–Popov ghosts와 파데예프 방정식을 발견함

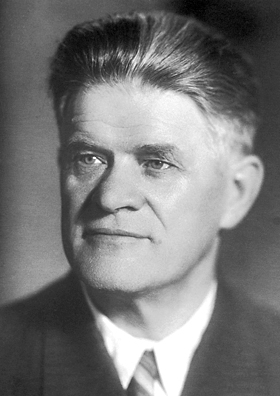
파벨 알렉세예비치 체렌코프

- 게오르기 플료로프, 핵물리학, 소비에트 원자폭탄 프로젝트를 시작한 사람 중 하나, 시보귬과 보륨의 공동 발견자, Joint Institute for Nuclear Research의 설립자
- 블라디미르 포크, 양자역학에서 포크 공간, 포크 상태, Hartree–Fock 방법 이론을 발전시킴
- 일리야 프란크, 체렌코프 효과의 현상을 설명함, 노벨상 수상자
- 조지 가모프, 알파 붕괴를 양자 터널링으로 설명함, 대폭발, 핵합성 이론을 발전시킴, 분자유전학(molecular genetics)의 기반을 설명함
- 안드레 가임, 그래핀의 발명가, gecko tape 이론을 발전시킴, 노벨상 수상자, 살아있는 개구리를 이용한 자기 부상 실험으로 이그 노벨상을 수상함
- 비탈리 긴즈부르크, 초전도 현상의 긴즈부르크-란다우 이론의 공동 저자, 수소폭탄의 개발에 기여함, 노벨상 수상자

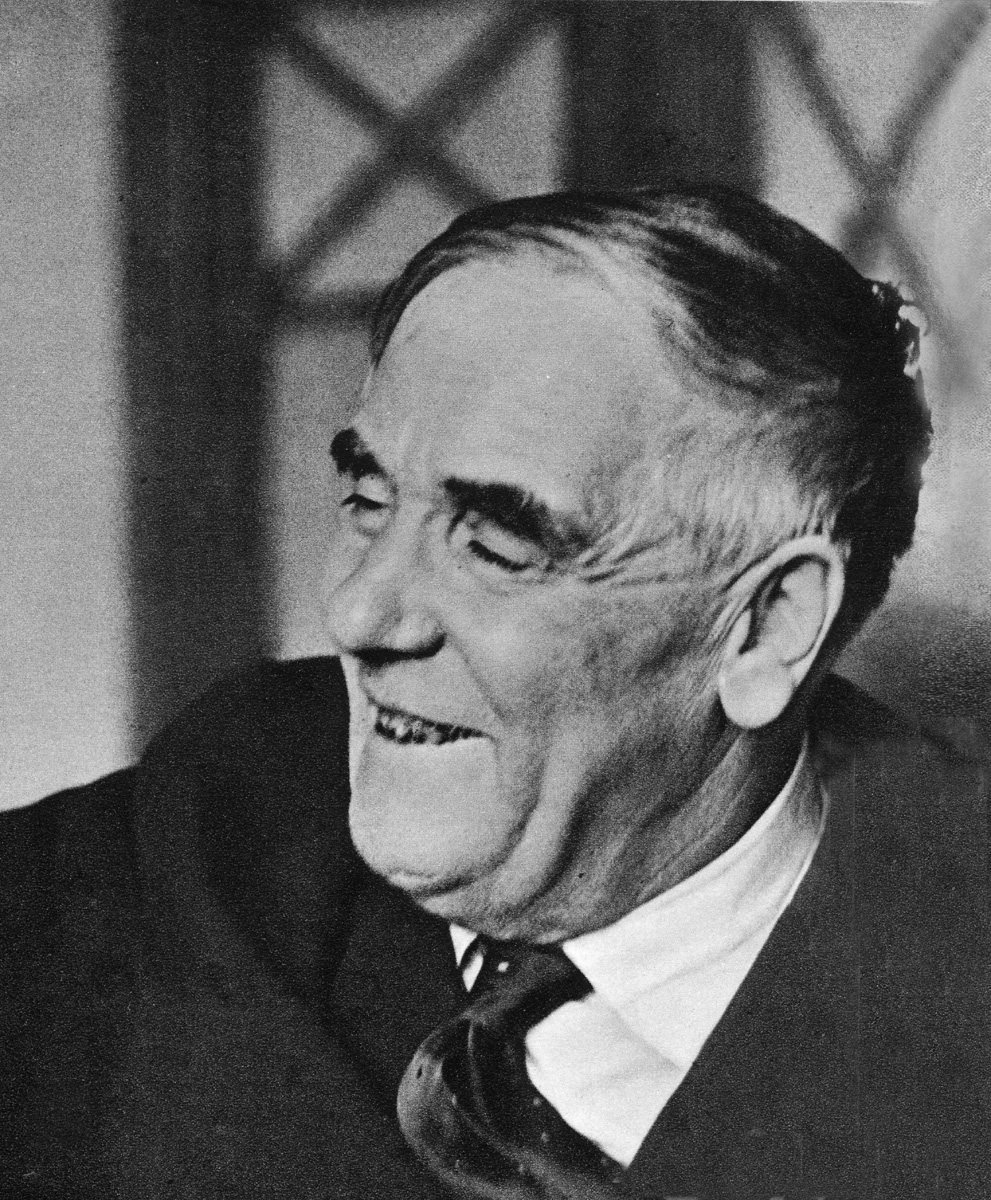
표트르 레오니도비치 카피차

- 블라디미르 그리보프, 포머론(pomeron), DGLAP 방정식과 그리보프 모호성을 도입함
- 표트르 레오니도비치 카피차, 극도로 강력한 자기장을 생성하는 기술을 발명함, 원자핵의 자기장을 측정하는 방법을 공동 발견함, 초유체를 발견함, 노벨상 수상자
- 이고리 쿠르차토프, builder of the first 최초의 원자력 발전소를 건설함, 최초의 원자력선용 원자로를 개발함
- 레프 란다우, 이론 물리학자, 초전도 현상의 긴즈부르크-란다우 이론의 공동 저자, 플라스마에서의 란다우 damping을 설명함, 양자 전기역학에서 란다우 pole을 규명함, Course of Theoretical Physics의 공동 저자, 노벨상 수상자
- 미하일 라브렌티예프, 물리학자, 수학자, Soviet Academy of Sciences의 시베리아 지부와 노보시비르스크의 아카뎀고로도크를 설립함
- 하인리히 렌츠, 전자기학의 렌츠의 법칙을 발견함
- 콘스탄틴 노보셀로프, 그래핀의 발명가, gecko tape 이론을 발전시킴, 노벨상 수상자
- 알렉산드르 폴랴코프, 폴랴코프 작용의 개념을 발전시킴, 엇호프트-폴랴코프 자기 홀극과 BPST 순간자를 연구함
- 알렉산드르 프로호로프, 레이저와 메이저(maser)의 공동 발명가, 노벨상 수상자
- 안드레이 사하로프, 토카막과 차르 봄바의 공동 개발자, EPFCG의 발명가, 노벨 평화상 수상자
- 이고리 예브게니예비치 탐, 체렌코프 효과의 현상을 설명함, 토카막의 공동 개발자, 노벨상 수상자
- 블라디미르 벡슬레르, 싱크로파소트론(synchrophasotron)을 개발함, 싱크로트론의 공동 발명가
- 니콜라이 주콥스키, 공기역학과 유체동역학의 창시자, 공기의 흐름을 최초로 연구함, 주콥스키 변환과 Kutta–Joukowski 정리의 저자, TsAGI의 설립자, 항공분야의 선구자

## 화학자와 재료 과학자
- 표트르 레오니도비치 카피차, 액체 헬륨을 연구하던 중 초유체를 발견함, 노벨 물리학상 수상자
- 블라디미르 마르코브니코프, 유기화학에서의 마르코브니코프의 법칙의 저자, 사이클로알케인을 발견함
- 드미트리 멘델레예프, 원소 주기율표를 창시함, 발견되지 않은 원소의 성질을 최초로 예측함, pyrocollodion을 발견함, 송유관과 같은 파이프라인을 개발함, 보드카 연구자로 유명함
- 일리야 프리고진, 산일구조, 복잡계, 비가역과정의 연구자, 노벨상 수상자

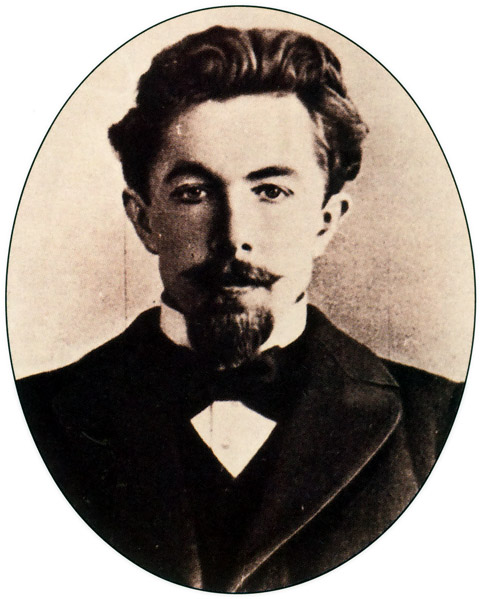
미하일 츠베트

- 미하일 츠베트, 식물학자, 크로마토그래피의 발명가
- 알렉산드르 자이체프, 유기화학에서의 자이체프 법칙의 저자

## 항공우주 공학자
- 피터 그루신, 탄도탄 요격유도탄의 발명가
- 니콜라이 카모프, 동축 회전자 헬리콥터 카모프 시리즈를 설계함
- 세르게이 코롤료프, 소비에트 우주 프로그램의 아버지, 최초의 대륙간탄도유도탄과 최초의 우주발사체의 발명가(R-7 세묘르카), 최초의 인공위성(스푸트니크 1호)의 개발자
- 세묜 라보츠킨, 항공기 Lavochkin 시리즈와 최초의 실전용 지도공유도탄 S-25 Berkut을 설계함
- 아르툠 미코얀, 제트기 미코얀-구레비치 MiG-15와 초음속기 미코얀-구레비치 MiG-21을 비롯한 전투기 미그 시리즈의 설계자
- 미하일 밀, 밀 Mi-8과 밀 Mi-12을 비롯한 헬리콥터 밀 시리즈의 설계자
- 이고리 시코르스키, 여객기와 전략폭격기, Sikorsky Ilya Muromets를 개발함, 현대 헬리콥터의 아버지, 시코르스키 항공의 설립자
- 콘스탄틴 치올콥스키, 우주항행학의 선구자
- 안드레이 투폴레프, 터보프롭 장거리 여객기 투폴레프 Tu-114와 터보프롭 전략폭격기 투폴레프 Tu-95를 비롯한 항공기 Tu 시리즈의 설계자
- 니콜라이 주콥스키, 현대 공기역학과 현대 유체동역학의 창시자, 항공 분야의 선구자

## 해양 공학자
- 스테판 마카로프, 해군 제독, 전쟁 영웅, 해양학자, torpedo boat tender의 발명가, 최초의 극지방 쇄빙선인 Yermak의 개발자, insubmersibility 이론의 저자
- 표트르 1세, 러시아의 군주, 명장, 요트 클럽과 측연선을 만듦, 러시아 해군의 창시자

## 컴퓨터 과학자
- 세르게이 브린, 구글 검색의 개발자
- 레오니드 레빈, IT 과학자, 쿡-레빈 정리를 발표함
- 알렉세이 파지트노프, 테트리스의 발명가
- 다비트 얀, Cybiko의 개발자, ABBYY의 설립자

## 같이 보기
- 과학자의 목록